# Scythris albidella
Scythris albidella är en fjärilsart som beskrevs av Henry Tibbats Stainton 1876. Scythris albidella ingår i släktet Scythris och familjen Fältmalar, Scythrididae. Inga underarter finns listade i Catalogue of Life. Catalogue of Life listar dock även Scythris abdominalis som en egen art när andra källor listar dessa som synonymer.